# Leucospis pubescens
Leucospis pubescens är en stekelart som beskrevs av Boucek 1974. Leucospis pubescens ingår i släktet Leucospis och familjen Leucospidae.
Artens utbredningsområde är Madagaskar. Inga underarter finns listade i Catalogue of Life.